# Toshiba TLCS
La serie Toshiba TLCS è una famiglia di microcontrollori CISC e RISC prodotti da Toshiba.

## Serie TLCS-12
La famiglia di microcontrollori TLCS-12 a 12 bit vide la luce nel 1973 sebbene lo sviluppo iniziò nel 1971
Nei suoi 32 mm² aveva 1800 porte in un'evolutissima tecnologia NMOS a 6 µm Il primo prodotto ad usare questo componente fu la centralina del motore Ford EEC
Aveva 512-bit di RAM, 2 kb di mask ROM e 2 kb di EPROM

## Serie TLCS-47
I microcontrollori della serie TLCS-47 sono sistemi a 4 bit.

## Serie TLCS-870
La serie TLCS-870 è composta da microcontrollori a 8 bit e 16 bit la cui architettura richiama quella dello Zilog Z80.

## Serie TLCS-900
I microcontrollori della serie TLCS-900 sono sistemi a 16 bit (serie TLCS-900, TLCS-900/L, TLCS-900/H e TLCS-900/L1) e 32 bit (serie TLCS-900/H1). Molti di essi sono sistemi CISC, alcuni sono RISC.